# Quarles, Norfolk
Quarles es una aldea y anteriormente parroquia civil, ahora dentro de la parroquia civil de Holkham en el condado inglés de Norfolk. La aldea está a 4 millas (6,4 km) al suroeste de Wells-next-the-Sea, a 34 millas (54,7 km) al noroeste de Norwich y a 122 millas (196,3 km) al nornordeste de London. La estación de ferrocarril más cercana es Sheringham con Bittern Line la cual va entre Sheringham, Cromer y Norwich. El aeropuerto más cercano es el Norwich International Airport. Para propósitos del gobierno local, la parroquia está clasificada dentro del distrito no metropolitano de North Norfolk. La aldea está al sur de la Hacienda Holkham y consiste de seis casas y una granja. En 1931 la parroquia civil tenía una población de 38 habitantes.

## Historia
El nombre Quarles se origina del nombre Huerueles  que en inglés antiguo es el lugar de hwerfel (the place of hwerfel en inglés). Se cree que el nombre originalmente se refería a un círculo de piedra prehistórico que se pensaba estaba en las cercanías, aunque no queda rastro de tal distintivo.
Quarles tiene una entrada en el libro Domesday de 1085. En el gran libro, Quarles está registrado con los nombres Gueruelei, y Huerueles. La casa señorial es Kings Land (lit. «Tierra de Reyes») y los principales hacendados Roger Bigot, y su principal inquilino Thurston Fitzguy.
Quarles permaneció como parroquia civil separada hasta 1935, cuando fue unida con Great Walsingham, antes de ser transferida a Holkham en 1947.